# Peyrelade
Hrad Peyrelade je středověká hradní pevnost postavená v polovině 11. století na skalnatém výběžku s výhledem na údolí Tarn. Od roku 1977 je majetkem obce Rivière-sur-Tarn, ve francouzském departementu Aveyron.
Díky své poloze, která ovládá vstup do údolí Gorges du Tarn, byl hrad jedním z nejdůležitějších hradů v okolí a byl dějištěm neustálých bojů a obléhání až do roku 1633, kdy byl pobořen na příkaz kardinála Richelieu.
Obnova hradu probíhá od roku 1977, otevřen pro návštěvníky byl roku 1996, hrad je přístupný každoročně od května do září.
Zachovaný stav zříceniny dává dobrou představu o původní disposici hradu. Dochovaná hradba je dlouhá více než 250 m, je 10 m vysoká a až na 2,1 m silná. Hradu dominuje skalní výchoz, na kterém spočívá donjon v dobrém stavu. Ve středověku byl obklopen třemi pásy hradeb. První pásmo obklopovalo první a druhé nádvoří, druhé chránilo hlavní hradní palác a třetí obklopovalo 50 m vysoký skalnatý výběžek s donjonem postaveným na jeho vrcholu.
Peyrelade je součástí skupiny 23 hradů v departementu Aveyron, které jsou propojeny turistickou cestou Route pánů z Rouergue. Je otevřena pro návštěvníky od poloviny června do poloviny září.
Hrad je veden jako historická památka Francie od 6. března 1998.

## Galerie

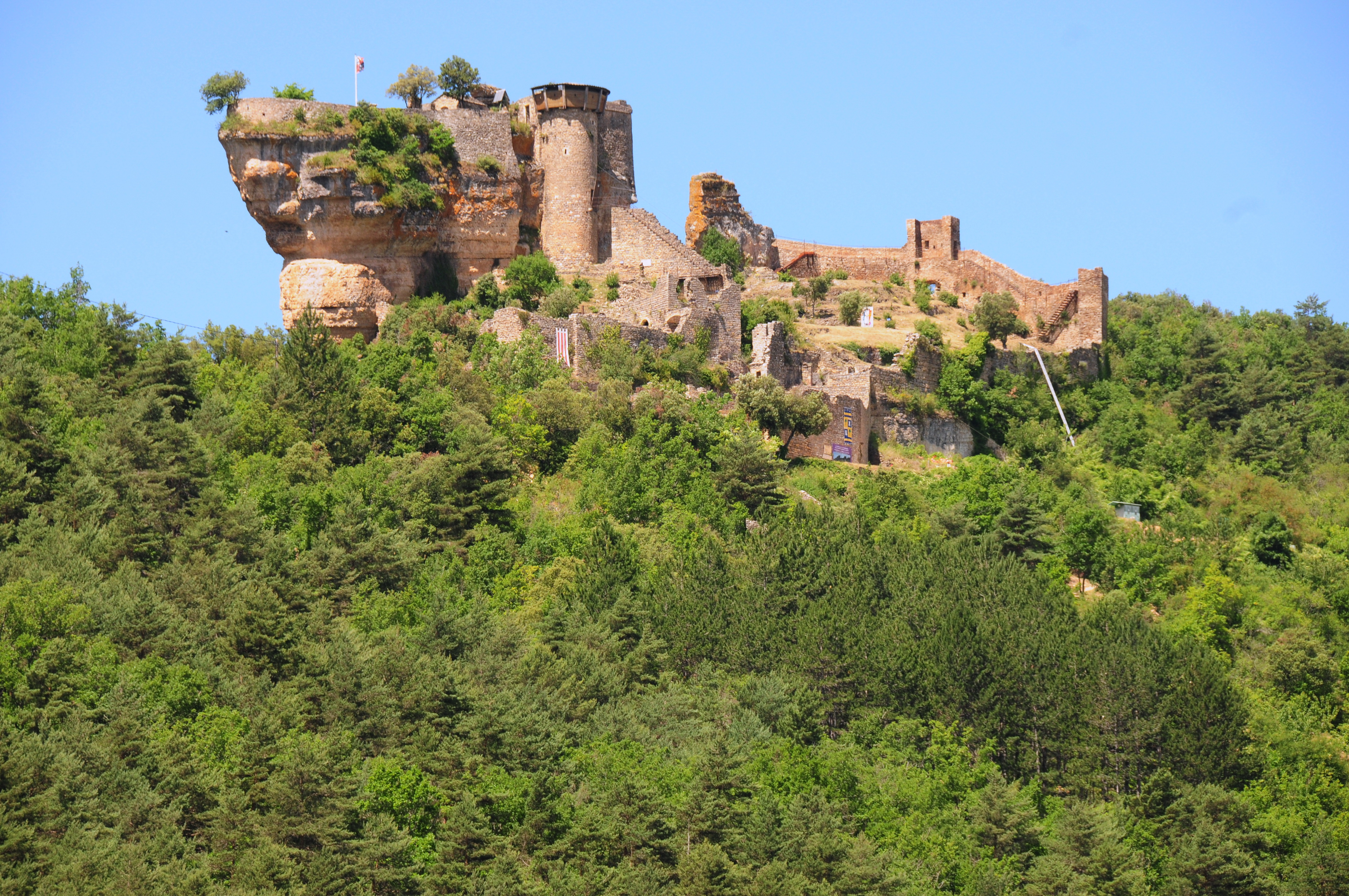
hrad Peyrelade
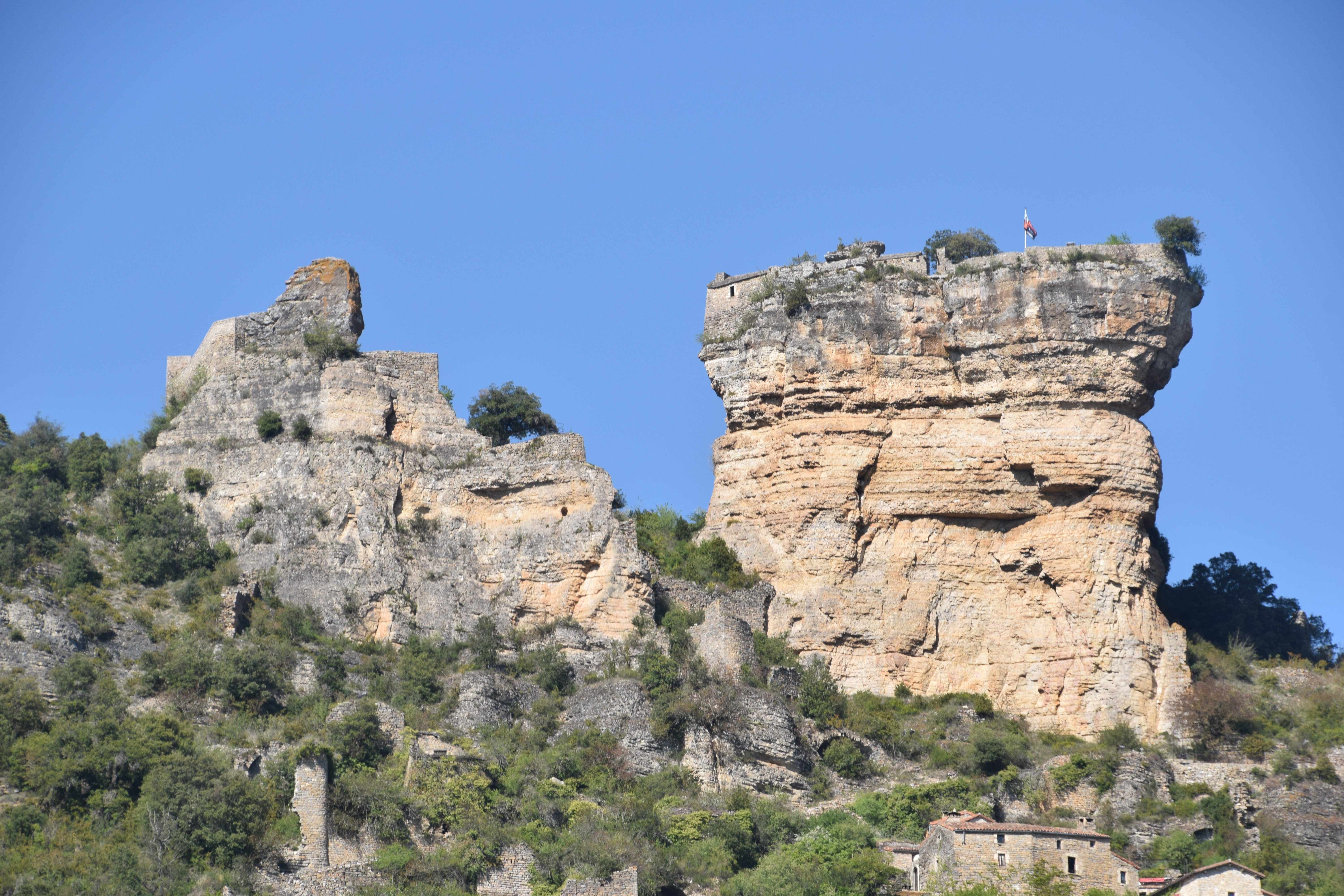
hrad Peyrelade
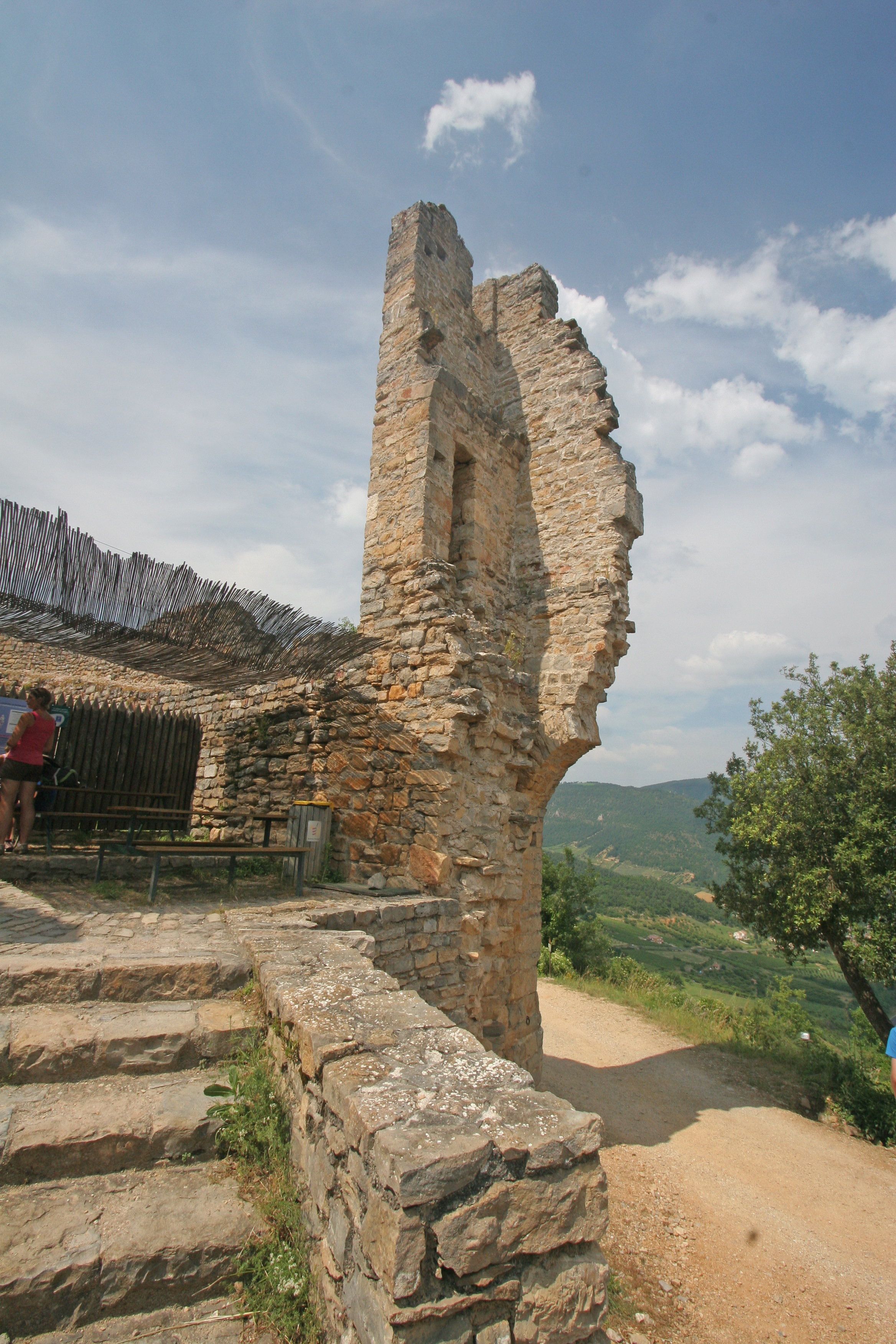
hrad Peyrelade
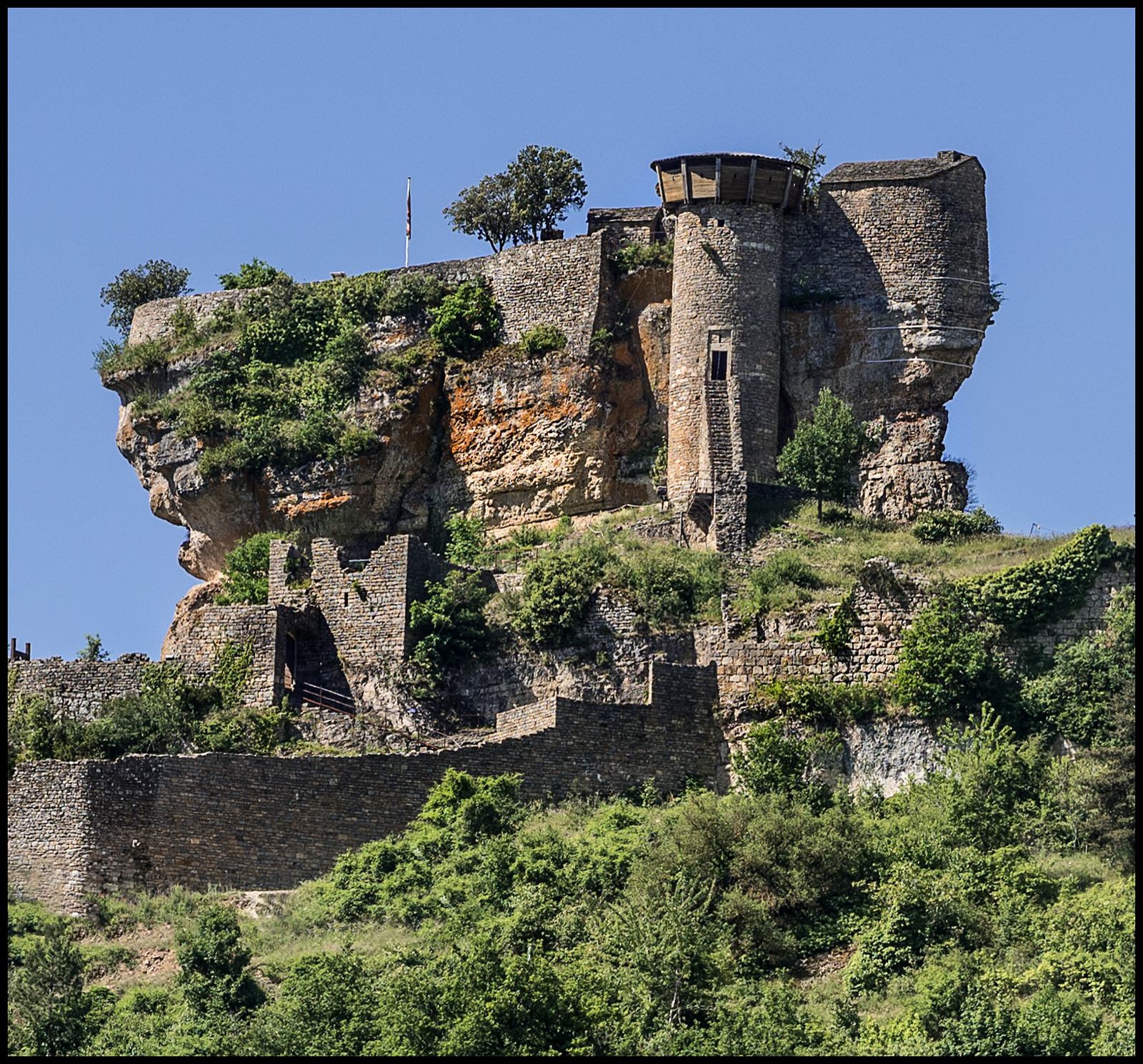
hrad Peyrelade
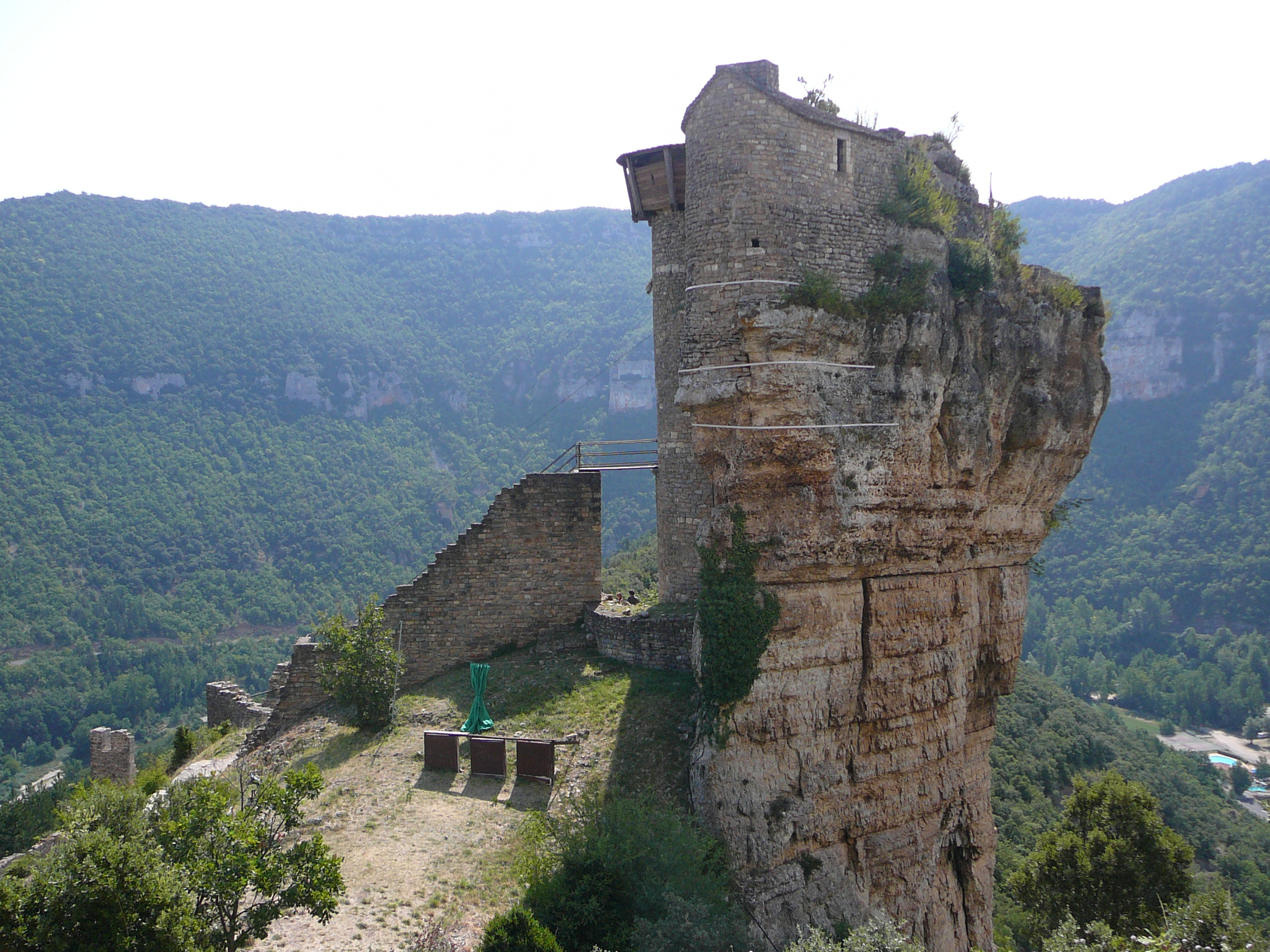
hrad Peyrelade
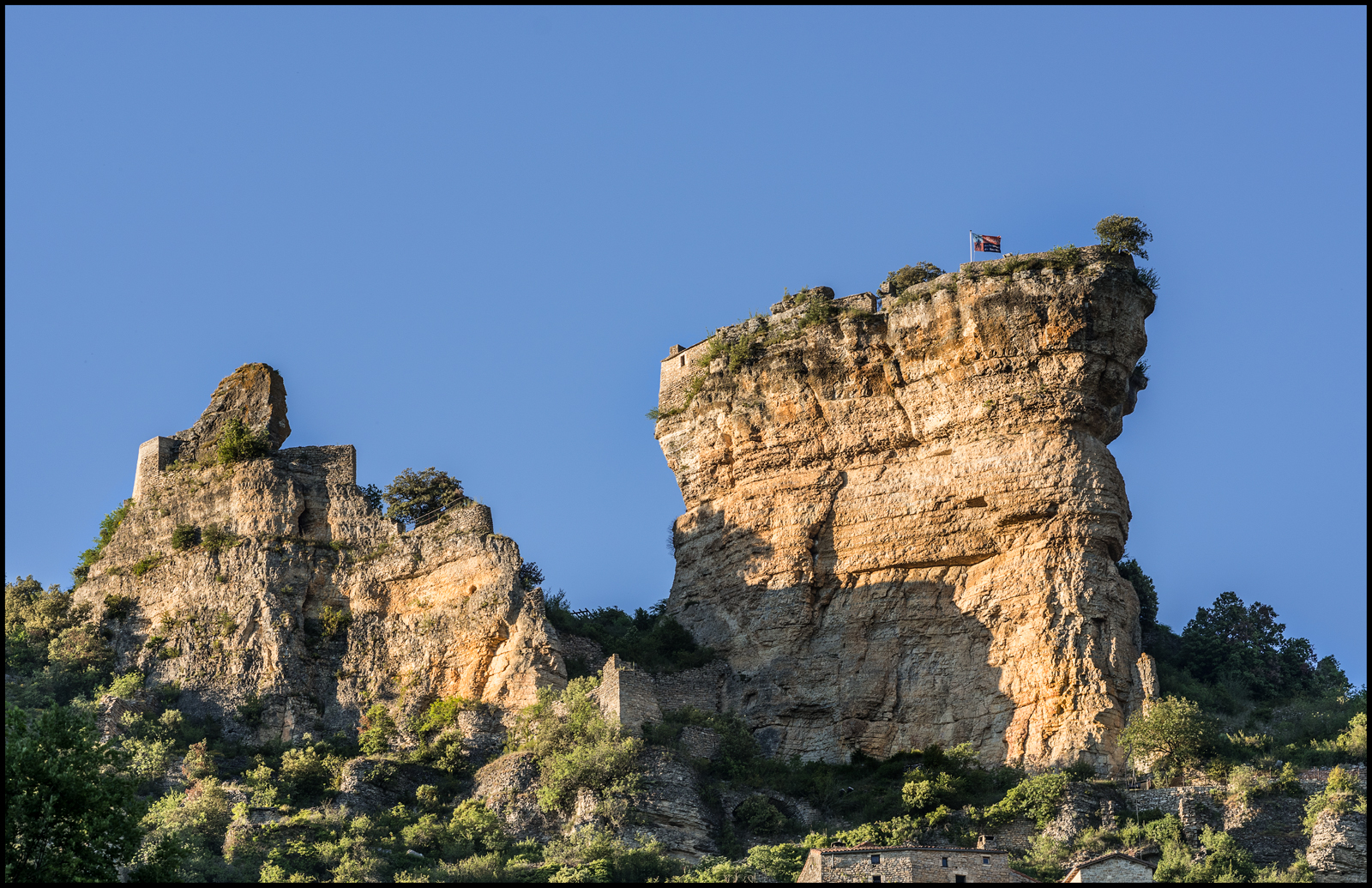
hrad Peyrelade